# Jill Talley
 (janvier 2022).
Pour les articles homonymes, voir Talley.
Jillian Anne "Jill" Talley est une actrice américaine née le 19 décembre 1963 à Chicago, Illinois (États-Unis).

## Filmographie

### Télévision

#### Séries télévisées
- 1992-1993 : The Edge : Personnages variés
- 1994 : Ellen : Infomercial Woman
- 1995 : Rocko's Modern Life : Nosey
- 1995-1998 : Mr. Show with Bob and David : Personnages Variés
- 1996 : The John Larroquette Show : Woman
- 1996-1997 : Seinfeld : Gail
- 1997 : The Weird Al Show : Woman in commercial
- 1999-2011 : Bob l'éponge : Karen
- 1999 : Cléo et Chico : Women
- 2001 : The Ellen Show : Female executive #2
- 2001 : The Smashing Pumpkins: 1991-2000 Greatest Hits Video Collection : Wife (non créditée) (vidéo)
- 2002 : Late Friday : Crissy DeFresh
- 2003 : The Animated Adventures of Bob & Doug McKenzie (voix)
- 2003 : Clifford's Puppy Days : Bebe the Guide Dog / Mrs. Sidarsky
- 2003-2004 : Stripperella : Giselle
- 2004-2005 : Duck Dodgers : Edna Wheely/Mrs. Wiggums/Unice
- 2004 : Comic Book: The Movie de Mark Hamill : Jill Sprang (vidéo)
- 2004-2005 : Billy et Mandy, aventuriers de l'au-delà' : Jason/Jason's Mom/Nerdy Girl/Sperg's Mom
- 2004 : The Bernie Mac Show' : Diane
- 2005-2008 : Camp Lazlo : Nina/Amber
- 2005 : Lil' Pimp de Mark Brook : Mom/Old Lady/Mary (voix) (vidéo)
- 2005 : Quoi d'neuf Scooby-Doo ? : Frida Flora (série TV)
- 2005 : Here Comes Peter Cottontail: The Movie de Mark Gravas : Mama Cottontail/Little Girl's Mother (voix) (vidéo)
- 2005-2010 : The Boondocks : Sarah Dubois
- 2005-2009 : American Dad! : Voix supplémentaires
- 2005 : Nom de code : Kids Next Door : Billy's Mom/Mrs. Dirt
- 2007-2009 : WordGirl : Voix supplémentaires
- 2007 : The Sarah Silverman Program : The Ghost/Patty Jenkins
- 2007 : Batman : Docteur/Socialite
- 2007 : Samantha qui ? : AA Female Leader
- 2008 : Super Bizz : Rainbow/Janeane
- 2010 : Svetlana
- 2011 : Frog in a Suit : Lilly
- 2011 : The Problem Solverz : Queen Alien Girl Scouts
- 2012 : Plastic Man : Vieille dame

#### Téléfilms
- 1996 : Mr. Show with Bob and David: Fantastic Newness de Troy Miller et John Moffitt : Personnages variés
- 1998 : Mr. Show and the Incredible, Fantastical News Report de Troy Miller et John Moffitt : Personnages variés
- 2002 : Next! de Keith Truesdell : Personnages Variés
- 2002 : Cadence de Ramón Menéndez : Dance Competition Official
- 2006 : All-Star American Destiny Trek de Eric Bryant : Victoria (voix)
- 2006 : Plastic Man in 'Puddle Trouble' de Andy Suriano : Lady Granite (voix)
- 2008 : The Adventures of Captain Cross Dresser de Tony Kluck (voix)
- 2009 : Rex de Guy Shalem : Zoé

### Cinéma
- 1998 : Sour Grapes de Larry David : Lois
- 2000 : Un homme à femmes (The Ladies Man) de Reginald Hudlin : Candy
- 2002 : Run Ronnie Run (en) de Troy Miller : Tammy
- 2003 : Dumb and Dumberer : Quand Harry rencontra Lloyd de Troy Miller : Mère
- 2004 : Bob l'éponge, le film de Stephen Hillenburg : Karen (voix)
- 2005 : L'École fantastique de Mike Mitchell : Mrs. Timmerman
- 2006 : Little Miss Sunshine de Jonathan Dayton et Valerie Faris : Cindy
- 2006 : Astérix et les Vikings de Stefan Fjeldmark et Jesper Møller : Walla (voix)
- 2006 : La Ferme en folie de Steve Oedekerk : Snotty Boy's Mother (voix)
- 2006 : Grounds Zero de David Greenspan : Caffeine Mom
- 2007 : Cendrillon et le Prince (pas trop) charmant de Paul J. Bolger : Demi-sœur 2/Sorcière 2/Mère du bébé (voix)
- 2007 : Sucker for Shelley de David Greenspan : Jill
- 2008 : Goldthwait Home Movies de Bobcat Goldthwait : Poppy Wells
- 2009 : World's Greatest Dad de Bobcat Goldthwait : Make-Up Woman
- 2011 : God Bless America de Bob Goldthwait : Sue

### Court-métrage
- 2003 : The Second Renaissance Part I de Mahiro Maeda : Mère (voix)
- 2003 : The Second Renaissance Part II de Mahiro Maeda : Mère / voix supplémentaires (voix)
- 2010 : Trees de Randall D. Wakerlin
- 2010 : The Krill Is Gone de Jeffrey Bost (voix)

## Ludographie
- 2002 : La Pucelle: Tactics : Culotte (voix)
- 2003 : Final Fantasy X-2 : Incidental Characters (voix)
- 2003 : Arc the Lad: Seirei no kôkon : Paulette (voix)
- 2003 : Animatrix (segment Beyond) : Townspeople/Policemen/Exterminators (voix)
- 2004 : EverQuest II : Generic Iksar Ghost Enemy/Generic Siren Enemy/Generic Valkyrie Enemy (voix)
- 2006 : Fainaru fantajî XII : Voix supplémentaires (voix)
- 2006 : Metal Gear Solid: Portable Ops : Female Soldier B (voix)
- 2009 : Fainaru fantajî XIII : Cocoon Inhabitants (voix)